# Pales blepharipus
Pales blepharipus là một loài ruồi trong họ Tachinidae.